# Kedukbembem
Kedukbembem is een bestuurslaag in het regentschap Lamongan van de provincie Oost-Java, Indonesië. Kedukbembem telt 1733 inwoners (volkstelling 2010).